# Capitanía de San Pablo y Minas de Oro
La capitanía de San Pablo y Minas de Oro (en portugués: capitania de São Paulo e Minas de Ouro) fue una de las capitanías del Brasil en la época colonial en el momento de la colonización portuguesa de las Américas, vinculadas al Estado del Brasil.

## Motivación para la creación de la capitanía
El 3 de noviembre de 1709, como consecuencia de la Guerra de los Emboabas (1707-1709), que demostró la fragilidad del control de la Corona portuguesa sobre la región de las recién descubiertas minas de oro (dado que el gobernador de la Repartición Sur residía en la  ciudad de Río de Janeiro), las capitanías de San Vicente y Santana fueron fusionadas por el rey Juan V, para crear la capitanía de San Pablo y Minas de Oro, a su vez separada de la de Río de Janeiro.

## Descripción
En la capitanía recién creada ya existían las villas:
- Cananéia
- Iguape
- Itanhaém
- Laguna
- Mariana
- Paranaguá
- São Paulo
- São Vicente

El primer gobernador de la nueva capitanía, Antonio de Albuquerque Coelho de Carvalho, pacificador del conflicto, estableció las primeras villas: Villa Rica (actual Ouro Preto) y la Villa de Nossa Senhora de Sabará (actual Sabará). Posteriormente, la región fue dividida en tres comarcas:
- Vila Rica (con sede en Vila Rica);
- Rio das Velhas (con sede en Sabará); y
- Rio das Mortes (con sede en São João del Rei).

El rey Juan V el 11 de julio de 1711 elevó a São Paulo a la categoría de ciudad y la confirmó como capital de la capitanía.
Cerca de 1725 fueron descubiertos diamantes en la región, consolidando la capitanía como la principal economía de la colonia en la época, suplantando a la región Nordeste del Brasil. 
San Pablo fue el punto de partida de las banderas, que consistían en expediciones con motivos esclavistas y en búsqueda piedras preciosas y oro.
Por la acción de los bandeirantes la nueva capitanía pasó a contar con un vasto territorio, que incluiría sectores de San Pablo, Paraná y Santa Catarina, en el sur, y de Minas Gerais, Goiás y Mato Grosso en el oeste.
Es importante subrayar que el límite oeste de la capitanía estaba delimitado por el Tratado de Tordesillas. Durante la dinastía Filipina (Unión Ibérica), los portugueses se expandieron por América del Sur con el objetivo de negociar con la cuenca del Río de la Plata y la región andina, tanto que en 1680 fundaron un asentamiento en la margen izquierda del Río de la Plata, frente a Buenos Aires: la Colonia del Sacramento. La incursión portuguesa en territorio español generó oficialmente un largo período de conflictos armados, lo que llevó a la negociación del Tratado de Madrid (1750).

## Escisión de la capitanía
Como consecuencia de la revuelta de Filipe dos Santos (revuelta de Vila Rica en 1720), además de la instalación de la Casa de Fundición, se materializó la autonomía administrativa de las Minas, una vez que, el 12 de septiembre de ese año, Juan V las desmembró, instituyendo las capitanías de de Minas Gerais y de San Pablo. En la primera fue entonces creada una comarca más:
- Serro do Frio (con sede en Vila do Príncipe).

El primer gobernador de la nueva capitanía de Minas Gerais, Lourenço de Almeida tomó posesión el 18 de agosto de 1721 en la Vila do Carmo. Una de sus primeras providencias fue la instalación de la sede del gobierno en Vila Rica.
Posteriormente, en 1748, en el contexto de la demarcación de los límites entre la América portuguesa y la española, las regiones de Mato Grosso y de Goiás fueron desmembradas de la de San Pablo, siendo creadas dos capitanías autónomas: la capitanía de Mato Grosso, con sede en Vila Bela da Santíssima Trindade y la capitanía de Goiás, con capital en Vila Boa de Goiás.
A partir de 1772, la Corona portuguesa asumió íntegramente la producción diamantífera en Minas Gerais, creando una empresa para tal fin, la Real Extração dos Diamantes.